# Dmitri Rybolovlev
 (novembre 2019).
L'article doit être relu — et modifié si nécessaire — par des contributeurs indépendants pour apporter un regard critique aux contributions effectuées en violation des conditions d'utilisation de Wikipédia, tant sur la forme (notamment concernant le style encyclopédique, la proportionnalité) que sur le fond (la neutralité de point de vue, la qualité et l'indépendance des sources).
Dmitri Rybolovlev (en russe : Дмитрий Евгеньевич Рыболовлев, Dmitri Ievguenievitch Rybolovlev), né le 22 novembre 1966 à Perm (Russie), est un homme d'affaires russo-chypriote.
Médecin de formation, Rybolovlev bâtit sa fortune dans les années 1990 en rachetant des parts d'entreprises étatiques, principalement dans le kraï de Perm (Oural) et en s'associant avec des figures locales de la politique et du crime organisé,.
Il possédait jusqu'en 2010, 65 % d'Uralkali, un des plus grands producteurs d'engrais potassique du monde.
Résident monégasque, Rybolovlev est l'actionnaire majoritaire et le président de l'AS Monaco dont il détient 66,67 % depuis décembre 2011.
De 2014 à 2016, Rybolovlev a été impliqué dans « le divorce du siècle », qui se conclut par un accord amiable.
En 2023, il est classé 397e homme le plus riche du monde (classement Forbes) avec une fortune de 6,4 milliards de dollars.

## Biographie

### Études et débuts dans la médecine
Dmitri Rybolovlev est né en 1966. Fils de médecin, il obtient son diplôme en cardiologie à l’Institut Médical de Perm en 1990. Après avoir obtentu son diplôme en médecine, Rybolovlev exerce en tant qu'urgentiste et se spécialise dans la réanimation cardiaque.
De 1991 à 1993, Dmitri Rybolovlev est directeur de « Magnetics », l'entreprise médicale, qu'il fonde avec son père, professeur de médecine, et qui est spécialisée dans l'usage de la magnétothérapie selon la méthode développée par ce dernier.

### Entrepreneuriat: le développement d'Uralkali
Après le début de la privatisation dans la fédération de Russie en 1992, Rybolovlev se rend à Moscou, où il suit une formation financière et reçoit un certificat du ministère des Finances sur les transactions de valeurs mobilières.
Après la fin de ses études à Moscou, Rybolovlev rentre à Perm. Il gagne son premier million en achetant et en revendant de la bière étrangère.
Il fonde sa société d'investissements, montée avec Vladimir Shevtsov, un ancien officier du renseignement. Celle-ci rachète les coupons remis aux ouvriers dans le cadre de leur travail. En 1994, ils créent la banque Crédit FD,, où sont servis les principales entreprises de la région. Ils deviennent ainsi propriétaires de plusieurs mines et usines et montent au capital de sociétés diverses.
En 1995, à 29 ans, Rybolovlev devient président du conseil d'administration d'Uralkali, l'un des plus grands producteurs au monde d'engrais potassique. En outre, il achète des actions d'Uralkali sur le marché. Il détient aussi une participation de 20 % dans Sylvinite, un autre fabricant d’engrais potassique de la région. L'entreprise Uralkali, dans laquelle Rybolovlev détenait 66 % des parts en 1996, représente 10 % de la production mondiale d'engrais potassiques : la majeure partie est exportée, principalement vers la Chine, l'Inde et le Brésil.
En raison du taux de criminalité très élevé dans les années 1990, Rybolovlev a dû prendre des mesures pour assurer sa sécurité: il porte un gilet pare-balles et se fait accompagner par des gardes du corps,.
À la fin de l'année 1996, Rybolovlev est arrêté dans le cadre de l'affaire liée à l’assassinat d’Evgeny Panteleymonov, directeur général de l'AO Neftekhimik Perm (société dont Rybolovlev possédait 40 % des parts). Il passe onze mois en détention. Dans l’affaire, le témoin rétracte son témoignage, et la veuve de l’homme assassiné plaide en faveur de Rybolovlev. En l'absence de preuves, il a été libéré en avril 1997.
En 2000, Rybolovlev finance la campagne du maire de Perm de l’époque, Yury Trutnev, qui remporte l’élection régional du gouverneur de l’oblast de Perm. Ce dernier devient le ministre des Ressources naturelles en 2004,.
Au début des années 2000, Uralkali reste une entreprise soviétique et sa capitalisation ne dépasse pas 15 millions de dollars. Rybolovlev lance la transformation de l’entreprise : il remplace la direction, réorganise le système de commercialisation et se concentre sur l’amélioration de la productivité, ce qui entraîne une augmentation de cette dernière de 2,5 fois entre 2000 et 2007,.
Au début des années 2000, il exige du gouvernement chinois, un client important d'Uralkali, qu'il paie son potassium plus cher. Il parvient à ses fins après plusieurs mois de blocage et de pressions.
En 2005, Uralkali et le biélorusse Belaruskali créent BPC (Belarusian Potash Co), une société mixte de commercialisation de la potasse. Suivant les résultats de cette coopération permettant d'alléger le déficit de la balance commerciale de la Biélorussie, le président biélorusse Alexandre Loukachenko décide de remercier Rybolovlev en l'exonérant d'impôts sur ses revenus en Biélorussie.
En 2007, Uralkali fait son entrée en bourse à Londres. Son IPO devient l'une des plus réussies de l'histoire des entreprises russes : la demande dépasse l’offre de 23 fois. Les investisseurs paient près de 1 milliard de dollars pour 15% des actions d'Uralkali. C’est ainsi que Rybolovlev fait son entrée dans les 100 plus grosses fortunes du monde en 2007. L’action de la société prend 300 % en huit mois avec l’explosion du cours de la potasse. En 2008, Uralkali est valorisé à 38 milliards d’euros.
Uralkali était prêt pour une introduction en bourse un an plus tôt, en 2006, mais Rybolovlev a annulé l’IPO, estimant que l'évaluation de la société par les investisseurs était injustement faible.
Quelques jours après l’annulation de l’IPO en 2006, une importante mine d’Uralkali à Berezniki s’est effondrée, consécutivement à l'écoulement d'une source d'eau douce dans la mine, ayant entraîné la dissolution des murs et piliers de sel.
Cet effondrement freine la croissance de l’entreprise et engendre un véritable désastre écologique ainsi que des milliers de déplacés. La catastrophe aurait été en grande partie causée par le fait que la ville de Berezniki était bâtie directement sur la mine, héritage de la période soviétique. Selon Inaïa Gazeta, un site local, Uralkali n'aurait probablement pas pris toutes les mesures nécessaires pour combler les gouffres formés lors de l'extraction de potasse et aurait ainsi pratiquement diminué de moitié le coefficient de remplissage des gouffres pour réaliser des économies, ce qui aurait à terme participé à l'effondrement de la mine.
En août 2008, Rostekhnadzor, l’organisme fédéral russe chargé de l’enquête, affirme que l’effondrement était « un événement extraordinaire et inévitable »,.

#### Vente d’Uralkali et départ de la Russie
En 2008, le gouvernement russe, par la voix de Igor Setchine et sous la direction de son chef Vladimir Poutine, rouvre le dossier. Il réclame une amende très importante – jusqu’à 1 milliard de dollars –  susceptible de mettre en péril l'entreprise, ce qui aurait conduit Dmitri Rybolovlev à refuser au contrôle d’Uralkali. Cela a provoqué un effondrement du cours de l’action d’Uralkali à la Bourse de Londres. En décembre 2008, Uralkali s’engage à verser 218 millions de dollars au gouvernement russe à titre de compensation pour les coûts engendrés par l'effondrement de la mine.
Certains analystes et investisseurs appellent cette démarche une « attaque de raider » et la comparent avec l’histoire de Ioukos, une puissante compagnie pétrolière de l’époque, qui appartenait à Mikhaïl Khodorkovski. Le Kremlin semble capitaliser sur la crise économique, en profitant de l'occasion pour renforcer son contrôle sur des secteurs attractifs, en particulier ceux des ressources naturelles. Selon les médias, ce qui semble avoir attiré l'attention des dirigeants russes sur Uralkali était son bilan impressionnant, qui s'était fortement développé au cours de l'année précédente alors que les prix des matières premières ont flambé. Les revenus d’Uralkali ont atteint 1,1 milliard de dollars au premier semestre 2008, soit le double par rapport à la même période de l'année précédente. Les bénéfices de la société ont plus que triplé pour atteindre 550 millions de dollars.
En février 2009, la société signe un accord avec le ministère des Ressources naturelles et annonce le paiement de 71,8 millions de dollars à la région de Perm.
En 2010, Rybolovlev vend, sous pression, 53 % du capital à un groupe d'investisseurs russes proches du Kremlin : Kaliha Finance Limited (détenu en partie par Suleyman Kerimov), Aerellia Investments (dont Alexander Nesis détient 15 %) et Becounioco Holdings Limited (dont l'actionnaire est Filaret Galtchev). Les trois partenaires (auxquels des ambitions monopolitiques sont attribuées) se sont vu prêter 3 milliards de dollars par la banque étatique VTB. L'opération rapporte 5,3 milliards de dollars à Rybolovlev, sans compter la vente de 20 % de Silvinit. Dmitri Rybolovlev quitte la Russie la même année, n’y a plus d’activité et n’y est pas retourné depuis plusieurs années selon les informations des médias français.

### Installation et investissements en Europe
En 2010 Rybolovlev acquiert 9,7 % du capital de Bank of Cyprus pour un montant de 223 millions d'euros. Cet investissement à l’époque fait de Rybolovlev l'investisseur russe le plus important dans le secteur bancaire chypriote. Par conséquent il obtient le passeport chypriote, faisant de lui un citoyen de l’Union européenne.
À la suite de la profonde récession du pays, le 25 mars 2013, l'Eurogroupe décide avec le gouvernement de Chypre que la Bank of Cyprus reprendra les restes de la Laiki Bank. Pour financer l'opération et sauver Bank of Cyprus de la faillite, il est également décidé que les dépôts de plus de 100 000 € de la Bank of Cyprus seront transformés en action de Bank of Cyprus pour 37,5 % de ces dépôts, 22,5 % supplémentaires seront immobilisés, ce qui anéantit la majorité de la participation de Rybolovlev et met fin à son implication dans la banque avec une perte de 600 millions de dollars.

### Acquisition de l’AS Monaco
Après avoir tenté d'investir dans les clubs du Dynamo Minsk et de Manchester United, Rybolovlev, après une première approche infructueuse en avril 2011, devient actionnaire majoritaire de l'AS Monaco le 23 décembre 2011 avec 66 % du club (laissant les autres parts au Prince Albert II de Monaco), président du conseil d'administration et président du club,. L'opération est réalisée par le biais de la société Monaco Sport Invest (MSI), qui appartient à un trust établi à Chypre et est domicilié au siège de Rigmora holdings Ltd, le family office du propriétaire de l'ASM. Elle lui coûte un euro symbolique et se trouve facilitée par Willy de Bruyn, qui intègre également le conseil d’administration du club, ainsi que Jean-Marc Goiran, agent sportif et ami du prince. D'après Willy De Bruyn, « la Principauté ne souhaitait plus financer totalement le club ». L'Équipe magazine et le Journal du dimanche ont suggéré que Rybolovlev cherchait, en échange de son investissement, à obtenir un passeport monégasque pour se prémunir juridiquement, et ce par l'entremise du Prince Albert II. Cette interprétation est corroborée par le journaliste John Elmer. Clément Guillou, journaliste pour Rue89, émet l'hypothèse que Dmitri Rybolovlev cherche ainsi à « mieux protéger ses actifs dans l’éventualité où les verrous chypriotes ne résistaient pas à l’armée d’avocats de son ex-femme ». Pour Pierre Demoux, journaliste aux Échos, davantage qu'une protection, ce passeport « revêtirait un caractère de prestige, une entrée dans un club fermé ». Néanmoins, le prince Albert II refuserait de lui accorder le passeport monégasque afin de réhabiliter l'image de la principauté, accusée d'être un paradis fiscal ; la réticence de « certains clans influents sur le Rocher » est également évoquée.
L'AS Monaco est alors au bord de la relégation en National ; sauvé dans un premier temps par des investissements effectués à l'inter-saison 2011-2012, le club devient champion de Ligue 2 en 2012-2013. Le nouveau propriétaire russe décide de réorganiser en intégralité l’équipe de Monaco autant sur le terrain que dans l’administration avec, notamment, l’arrivée de Tor-Kristian Karlsen au poste de Directeur Général du club et le retour de Jean-Louis Campora pour le conseiller. Il investit dans le club plusieurs dizaines de millions d’euros et fait signer, entre autres, Claudio Ranieri au poste d’entraîneur et divers joueurs internationaux comme Carl Medjani, Lucas Ocampos pour environ 11 millions d’euros, ou encore Andrea Raggi.

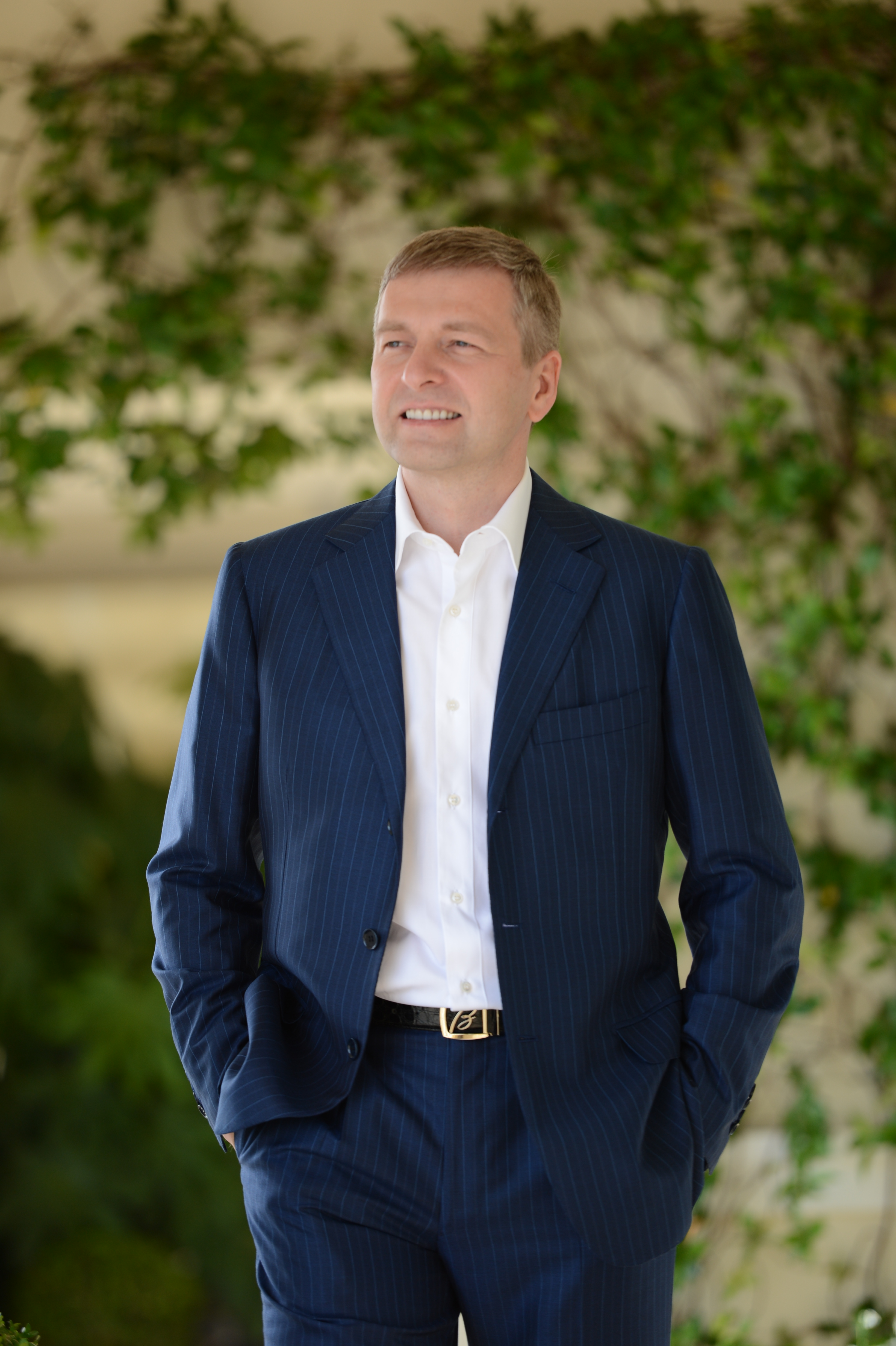
Dmitri Rybolovlev

Durant le mercato estival 2013, Monaco fait l'acquisition de deux nouveaux joueurs en provenance du FC Porto (James Rodríguez et João Moutinho) contre 70 millions d'euros (primes comprises). Peu de temps après, les signatures de Ricardo Carvalho en provenance du Real Madrid et Radamel Falcao, le joueur de l’Atletico Madrid, sont officialisées par le club de la principauté. Ce dernier devient le joueur le plus cher de l'histoire du championnat de France, avant d'être détrôné par Edinson Cavani, transféré au Paris Saint-Germain. L'ASM fait également revenir en Ligue 1 les deux internationaux français Éric Abidal et Jérémy Toulalan. Du côté de l'encadrement, Rybolovlev mène peu à peu une « campagne de russification » : au début de la saison 2013-2014, les directeurs exécutif, administratif et sportif sont désormais des compatriotes du président ; issus du monde des affaires, ils découvrent l'univers du football. Vadim Vasilyev est notamment promu vice-président du club, en remplacement de Jean-Louis Campora. Le club termine finalement à la deuxième place du classement, se qualifiant ainsi pour la Ligue des champions. Dmitri Rybolovlev décide cependant de limiter ses investissements pour des raisons personnelles. Selon la presse spécialisée « ce qui l’aurait décidé à arrêter les frais, c’est cette demande de passeport monégasque toujours pas satisfaite. Afin de se protéger d’éventuelles nouvelles poursuites judiciaires en Russie et d’une possible extradition que son passeport chypriote n’éviterait pas, Rybolovlev courait après ce sésame depuis trop longtemps à son goût pour continuer à jouer le jeu de la principauté ». Les milieux professionnels considèrent que Dmitri Rybolovlev aurait désormais abandonné le projet monégasque. Par ailleurs, l'AS Monaco est sous enquête de l'UEFA dans le cadre du fair-play financier.
En septembre 2014, après avoir dépensé 230 millions d'euros sur le marché des transferts depuis l'arrivée de Dmitri Rybolovlev, l'AS Monaco se sépare de cinq titulaires, dont Radamel Falcao et James Rodríguez, pour plus de 110 millions, et Claudio Ranieri est remplacé au poste d'entraîneur par Leonardo Jardim. Depuis l'arrivée de Dmitri Rybolovlev, l'agent de joueurs portugais Jorge Mendes joue un rôle important dans les transferts du club, notamment du fait de sa proximité avec Luis Campos, conseiller à la vice-présidence puis directeur technique du club. Pour Libération, « Rybolovlev a obtenu grâce [à Jorge Mendes] ce qu’il voulait : une place à la table des puissants ».
En 2017, après avoir battu Saint-Étienne 2-0, l'AS Monaco est sacré champion de France de Ligue 1, et le club atteint également la demi-finale de la Ligue des Champions.
La même année, le club annonce un investissement de 50 millions d’euro pour lancer la construction d’un centre d’entraînement et de performances à la Turbie, prévu pour être l’un des plus modernes d’Europe. La construction est approuvée par la mairie de La Turbie en juillet 2018.
En juillet 2018, Rybolovlev est présenté par la presse comme repreneur potentiel des parts de l’homme d’affaires Li Yonghong dans l’AC Milan, mais la transaction ne sera pas finalisée.
En octobre 2018, le club annonce le départ de Leonardo Jardim, et l’embauche de Thierry Henry comme entraîneur jusqu'en juin 2021. Le 14 février 2019, il décide de renvoyer Vadim Vasilyev de ses fonctions à l’AS Monaco.
Alors que de nombreux oligarques russes, dont d’autres investisseurs dans le sport, sont visés par les sanctions occidentales à partir de mars 2022 à la suite de l'invasion de l'Ukraine, il est épargné par celles-ci n’étant pas un proche de Vladimir Poutine. La Ligue de football professionnel a déclaré n’envisager aucune sanction contre l’AS Monaco,.
Du côté des autres équipes françaises de Ligue 1, il n'y a jusqu'à présent pas eu une seule voix réclamant le boycott du club. « Il n’y a aucun problème à se déplacer et jouer à Monaco. Autant on doit apporter notre soutien aux Ukrainiens et particulièrement aux joueurs et entraîneurs de football, autant on ne peut pas en vouloir à toute personne de nationalité russe », a par exemple déclaré l’entraîneur de Nice, Christophe Galtier.

#### Palmarès
AS Monaco
- Ligue 1
- Vainqueur : 2017
- Vice-champion : 2014 2018
- Ligue 2
- Vainqueur : 2013
- Coupe de la ligue
- Finaliste : 2017 et 2018
- Coupe de France
- Finaliste : 2021
- Demi-finaliste : 2017 et 2022
- Quart de finaliste : 2015
- Ligue des champions
- Demi-finaliste : 2017
- Quart de finaliste : 2015

### Cinéma
Dmitri Rybolovlev aurait contribué au financement du film Top Gun: Maverick.

## Controverses

### Panama Papers
En avril 2016, le nom de Dmitri Rybolovlev est cité dans le cadre du scandale provoqué par les révélations issues des Panama Papers. Selon la presse française, Dmitri Rybolovlev aurait « utilisé une société écran établie aux îles Vierges Britanniques pour dissimuler, notamment, des œuvres d’art afin de les mettre hors de portée de son ex-épouse au moment de leur divorce ». Après avoir transféré la propriété des œuvres d'art à la société Xitrans Finance Ltd, enregistrée aux Îles Vierges Britanniques, Dmitri Rybolovlev aurait ensuite acheminé les toiles à Londres ou Singapour pour les faire sortir de Suisse,. Outre Xitrans Finance Ltd., les documents issus du cabinet d'avocats panaméen Mossack Fonseca ont révélé l'existence d'une autre société domiciliée aux Îles Vierges britanniques, Talasea Limited, créée en août 2006 et dont Dmitri Rybolovlev est le codirecteur avec Mikhail Sazonov, son conseiller financier réputé très proche du club de l'AS Monaco.

### Football Leaks
Le 21 décembre 2016, dans le cadre de l'enquête des Football leaks, Mediapart révèle que Dmitri Rybolovlev, président de l'AS Monaco, disposait d'un fonds d'investissement qui achetait en secret des parts de joueurs, le tout avec l'agent portugais Jorge Mendes. Ce fonds d'investissement (Browsefish Limited) immatriculé à Chypre mais dont l'adresse mène à Rybolovlev à Monaco « aurait acheté en juin 2014 des parts des droits économiques de six joueurs à Braga, à l'époque où l'achat de parts de joueurs par un tiers (TPO) était autorisé sauf dans certains pays comme la France et le Royaume-Uni ». Ainsi, lorsque le joueur brésilien Fabinho est prêté à l'AS Monaco par Rio Ave, il était déjà détenu à 48,5 % par Browsefish Limited, l'offshore de Rybolovlev, ce qui signifie que ce dernier était déjà à moitié propriétaire d’un footballeur qui évoluait dans son club. Pour contourner ce problème, Gestifute, la société de Jorge Mendes, a racheté les parts de Rybolovlev dans Fabinho pour les lui revendre ensuite pour une somme comprise entre 5 et 6 millions d’euros, mais officiellement pour 10 centimes d'euros seulement, selon le document enregistré par Monaco dans le Système de régulation des transferts de la FIFA. D'autre part, la société Gestifute, qui possédait 97 % de Fabinho au moment de l'achat, ne figure pas dans le document transmis à la FIFA. Une situation qui « ressemble fort à une opération de TPO déguisée au profit de Jorge Mendes, quinze jours après l'interdiction de cette pratique ».
L'enquête des Football Leaks a également révélé que le club de l’AS Monaco a été contraint de verser une somme « d’environ 11,7 millions d’euros » au fisc espagnol pour la vente de trois joueurs en Espagne, Carrasco, Abdennour et James Rodriguez.

### Liens avec Donald Trump et la campagne présidentielle américaine de 2016
Les relations entre Dmitri Rybolovlev et Donald Trump ont fait l'objet d'enquêtes officielles aux Etats-Unis de la part du procureur spécial Robert Mueller, du FBI et du Sénat américain dans le cadre des accusations d'ingérences russes dans l'élection présidentielle américaine de 2016,.
Les enquêteurs se sont notamment intéressés de près à l'achat en 2008 de la villa "La Maison de l'Amitié" par Dmitri Rybololvev à Donald Trump pour 95 millions de dollars. Cette transaction, survenant au plus fort de la crise des subprimes, aurait permis au futur président américain d'éviter la faillite en réalisant une plus-value de 54 millions de dollars. Ce sauvetage inespéré pourrait supposer un arrangement entre le Kremlin et Donald Trump par l'intermédiaire de Dmitri Rybolovlev, comme le pense notamment le sénateur démocrate de l'Oregon Ron Wyden, qui a demandé au Trésor américain de rendre public tous les détails liés à cette transaction,.
Selon un témoignage de son ex-femme déposé lors de leur procédure de divorce, l'oligarche russe a acheté cette propriété sans aucune hésitation, mais n'y a jamais résidé.
Autre point sur lequel se sont penchés les enquêteurs: Wilbur Ross, l'actuel Secrétaire au Commerce du gouvernement américain, est devenu en 2014 l'actionnaire principal de la Bank of Cyprus, une institution financière chypriote ayant des liens étroits avec la Russie, et dont Rybolovlev était l'actionnaire principal entre 2010 et 2013 jusqu’à ce que sa participation soit anéantie à cause de la crise financière du pays,,.
Ces liens entre Rybolovlev et Trump ont refait surface lors de l'élection présidentielle américaine de 2016, après que leurs avions respectifs ont été identifiés en différents aéroports au même moment, notamment le 3 novembre 2016 à Charlotte (Caroline du Nord), mais aussi à Las Vegas le 30 octobre, et Miami du 10 au 12 février 2017, laissant supposer la tenue de rencontres secrètes entre les deux hommes pendant la campagne et peu après, ce que les deux principaux intéressés ont formellement démenti,.
Certains commentateurs américains ont également fait mention d'un séjour de Rybolovlev en Croatie en 2016 au même moment qu'Ivanka Trump et Jared Kushner, juste après que son avion eut été identifié aux Hamptons, où séjournait alors l'avocat de Donald Trump Michael Cohen,.
Dmitri Rybolovlev n'est pas officiellement poursuivi aux Etats-Unis pour ingérence, mais figure sur la liste rédigée par le Trésor américain des oligarches et politiciens proches du pouvoir russe susceptibles d'être frappés de sanctions et rendue public le 29 janvier 2018 dans le cadre du Countering America's Adversaries Through Sanctions Act adopté par le Congrès américain en juillet 2017,,,.
En 2022, son nom figure dans le « Putin Accountability Act », un projet de loi introduit (non acceptée) au Congrès des États-Unis du 19 janvier 2022, parmi les noms à sanctionner. Mais, dans la liste publiée le 3 mars 2022 par l'administration du président américain Joe Biden, sur l'imposition de sanctions contre 19 oligarques et 47 membres de leurs familles, comme le rapporte la Maison Blanche, Rybolovlev n'apparaît pas.
Dmitri Rybolovlev a publiquement nié les contacts directs avec Donald Trump ou ses conseillers. Son nom ne figure pas dans le rapport final du procureur spécial américain Robert Mueller. En 2023, le procureur spécial américain John Durham a déclaré que le FBI avait manqué « d'objectivité » dans son « enquête russe ».

### Affaire des tableaux
Pour développer sa collection d'art, Rybolovlev mandate en 2003 le marchand d'art Yves Bouvier. En une dizaine d'années, Bouvier achète pour Rybolovlev une collection estimée à environ deux milliards de dollars. Cette collection comprend 38 œuvres parmi lesquelles sept Modigliani, six Picasso, un Léonard de Vinci, deux tableaux de Monet, deux Gauguin, trois sculptures de Rodin et un Rothko. En tant qu'intermédiaire, Bouvier recevait une commission de 2% sur chaque transaction. Lors du dîner du Nouvel An 2014, un consultant d'art (Sandy Heller) apprend par hasard à Rybolovlev que le chef-d’œuvre de Modigliani qu'il vient d'acheter (Nu couché, de 1917) s'est vendu 93 millions de dollars, et non pas 118 millions comme le lui a facturé Yves Bouvier. Cette découverte déclenche une guerre entre les deux hommes, avec plusieurs procédures judiciaires, à Monaco, Genève, New York et ailleurs.
Le 26 février 2015, à la suite d'une plainte déposée par Rybolovlev, Yves Bouvier est arrêté et mis en examen à Monaco pour suspicion d'escroquerie dans le cadre de la vente de différents tableaux de maître. Tania Rappo, qui a présenté Bouvier à Rybolovlev, est également placée en garde à vue pour « blanchiment d'argent ».
Rybolovlev accuse Bouvier de lui avoir vendu des tableaux à des prix exagérés et de l'avoir ainsi escroqué de près d'un milliard de dollars. Il accuse Tania Rappo d'avoir perçu pour près de 100 millions d'euros de commissions de Bouvier.
En parallèle des plaintes pénales, une plainte civile est déposée à Singapour (lieu de résidence d'Yves Bouvier) en mars 2015. La Haute Cour de Singapour a dans un premier temps, à la suite de la requête de Rybolovlev, ordonné le gel mondial des avoirs d'Yves Bouvier, avant d’alléger ces mesures pour demander au contraire des garanties bancaires au milliardaire russe,. La Cour de Hong-Kong prononce, elle aussi, un gel des avoirs d'Yves Bouvier en 2015 tandis que la procédure civile se poursuit à Singapour.
En mars 2016, Rybolovlev dépose une demande auprès de la Cour fédérale de Manhattan pour accéder aux échanges entre Bouvier et la maison de vente aux enchères Sotheby's. La Cour fait droit à cette demande en 2017. Ces documents semblent montrer que Sotheby's a été complice de l'escroquerie pratiquée par Bouvier. Cependant, Sotheby's tente d'empêcher Dmitri Rybolovlev d'utiliser ces documents devant la justice, et réfute toutes les accusations.
En novembre 2017, Rybolovlev procède à la vente du tableau Salvator Mundi de Léonard de Vinci, pour le prix record de 450,3 millions de dollars. Malgré cette plus-value, Rybolovlev refuse de retirer sa plainte contre Bouvier, maintenant que les méthodes utilisées par ce dernier étaient délictueuses.
En février 2018, Yves Bouvier est auditionné par le premier procureur Yves Bertossa, qui lui notifie l'ouverture d'une enquête « à titre de prévenu » (équivalent suisse d'une mise en examen) et lui demande de fournir différents documents et factures.
En octobre 2018, Rybolovlev porte plainte contre Sotheby's et lui réclame 380 millions de dollars pour avoir « sciemment et intentionnellement » rendu la fraude possible. Dans sa plainte, Rybolovlev allègue que la maison de vente aux enchères connaissait les montants réellement payés par Bouvier aux vendeurs et la différence avec le prix qui lui était facturé. Selon les avocats de Rybolovlev, Yves Bouvier était un proche de Samuel Valette, le vice-président de Sotheby's chargé des ventes privées, dont la police aurait retrouvé la trace de l'implication dans le cadre de son enquête sur Yves Bouvier.
Des irrégularités ont été relevées dans l'instruction de la plainte de Dmitri Rybolovlev par les autorités monégasques. Un document produit par la banque HSBC, crucial pour justifier l'inculpation d'Yves Bouvier car établissant sa présence comme mandataire ou bénéficiaire de quatre sociétés civiles immobilières (SCI) à Monaco, s'est ainsi révélé être complètement faux. La banque a par la suite reconnu une erreur de "copier-coller". Quelque temps auparavant, Philippe Narmino, directeur des services judiciaires monégasques et Gerard Cohen, administrateur délégué de la banque HSBC à Monaco ont été vus en présence de Dmitri Rybolovlev à une soirée mondaine organisée à Gstaad par un joaillier suisse,.
À la suite de la révélation de cette réunion préparatoire, le juge monégasque Pierre Kuentz a été saisi d'une plainte visant « à éclaircir les soupçons de collusion judiciaire au bénéfice de Dmitri Rybolovlev dans le cadre de la procédure initiale » et a ouvert une enquête. De plus, le 2 juin 2016, la Chambre du conseil de la Cour d'appel de Monaco ordonnait l'audition de sept employés de la filiale locale de la banque HSBC, et s'interrogeait sur l'ancien CEO de la banque (Gérard Cohen) et « ses fonctions et la nature des relations qu'il entretient avec la banque HSBC et Monsieur Rybolovlev ».
Dans cette affaire, Rybolovlev n'intervient officiellement pas en tant que plaignant, mais comme simple témoin, en sa qualité de consultant d'art d'Accent, une société offshore détenue par Domus Trust dont sa fille est la bénéficiaire Cette situation peu commune est qualifiée de « grave irrégularité procédurale » par l'un des avocats d'Yves Bouvier, qui constate qu'étant donné que Dmitri Rybolovlev s'est lui-même qualifié de victime lors de son audition, il ne peut être entendu comme témoin, mais devrait l'être en tant que plaignant.
Le rôle joué par Tetiana Bersheda, avocate de Dmitri Rybolovlev est questionné par de nombreux observateurs. C'est elle qui a fait venir Yves Bouvier à Monaco pour rencontrer Dmitri Rybolovlev, alors qu'en réalité il était attendu par huit policiers,. Lors du dépôt de plainte de Rybolovlev à Monaco, au mépris des règles de procédure et d'impartialité, elle intervient à la fois comme avocate et interprète de ce dernier et des autres témoins et sociétés plaignantes, sans que la justice monégasque ne s'en émeuve. De plus, selon Vanity Fair, « comble de la confusion, elle est elle-même interrogée en tant que témoin alors qu'elle représente le plaignant ».
Tetiana Bersheda a depuis le déclenchement de l'affaire fait elle-même l'objet de deux inculpations à Monaco et d'une mise en examen à Nice. En février 2016, l'avocate est inculpée une première fois à Monaco par le juge d’instruction monégasque Pierre Kuentz pour violation de vie privée pour avoir enregistré à son insu lors d'un dîner Tania Rappo, une amie commune d'Yves Bouvier et de Dmitri Rybolovlev,. À la suite de la plainte déposée par Tania Rappo, Rybolovlev et Bersheda avait été placés en garde à vue à Monaco en novembre 2015. Au cours de cette garde à vue, Rybolovlev a déclaré ne pas avoir été mis au courant de cette écoute illicite, dont Bersheda reconnait par ailleurs l'illégalité. Cette affirmation est contredite par les propres déclarations de Rybolovlev lors de son dépôt de plainte, dans laquelle il avait reconnu avoir envisagé la possibilité d’enregistrer en secret une conversation avec Yves Bouvier. Le 14 juillet 2016, Tetiana Bersheda est inculpée une seconde fois à Monaco d’injures et de diffamation publiques par le juge d’instruction monégasque Morgan Reymond à la suite de déclarations de l'avocate au Financial Times. Tetiana Bersheda est également mise en examen le 21 septembre 2016 par le Tribunal de grande instance de Nice pour diffamation, après avoir comparé Yves Bouvier à Madoff dans un article publié par Nice Matin.
Le 6 novembre 2018, Dmitri Rybolovlev a été interrogé par la police monégasque. Ses avocats expliquent que « les faits pour lesquels il est entendu reposent sur l’exploitation du téléphone portable de son avocate [Tetiana Bersheda] qui fait l’objet d’un recours devant la cour de révision de Monaco ». Il a été déclaré « suspect officiel » par le procureur de la principauté dans le cadre d’une enquête pour corruption. Il a été libéré et placé sous contrôle judiciaire avec interdiction de rencontrer les autres personnes impliquées dans le dossier,.
Dans un entretien accordé au quotidien Nice Matin en décembre 2018, l’avocat de Dmitri Rybolovlev, Me Hervé Temime, dénonce des violations répétées du secret de l’instruction et « trouve déplorable que le dossier d’instruction se trouve dans les médias, probablement livré de manière intéressée ». Il considère également que l’« on oublie la gravité de l’escroquerie initiale en raison de la richesse de {son} client », y voyant « une forme d’ostracisme à l’égard de l’homme russe et riche ».
Le 12 décembre 2019, la cour d'appel de Monaco annule la procédure pour escroquerie lancée en 2015 contre Yves Bouvier.
Le 25 janvier 2021, le journal suisse Le Temps a révélé que le Ministère public genevois a pris la décision de classer la plainte pénale déposée par Dmitri Rybolovlev contre Yves Bouvier, son ancien homme de confiance dans le marché de d’art. « Le Ministère public constate un empêchement de procéder », détaille le document communiqué aux deux parties, pour motiver la décision de classement.
En juillet 2019 Rybolovlev et son avocate Tetiana Bersheda saisissent la Cour européenne des droits de l’Homme (CEDH) pour une grave violation du secret professionnel de l’avocat et de leurs droits au respect à la vie privée. La CEDH donne suite à cette requête en octobre 2021,.
En septembre 2021 le procureur genevois Yves Bertossa classe l’affaire, mais Rybolovlev fait appel de cette décision. En août 2022, la Cour de justice de Genève fait droit à l'appel et renvoie le dossier au Ministère public. Le média suisse Heidi.news précise que la cour a contesté l’interprétation du procureur Bertossa, affirmant que l'affaire présentait un intérêt public.
En mars 2023 un juge new-yorkais Jesse Furman rend son jugement sur l’affaire de Rybolovlev contre la maison d’enchères Sotheby’s. Le juge confirme la preuve de fraude dans la vente de quatre œuvres : Salvator Mundi de Leonardo da Vinci, Le Domaine d’Arnheim de René Magritte (1962), Wasserschlangen II de Gustav Klimt (1907), et Tête d’Amedeo Modigliani (1911-12). C’est ainsi que la maison d’enchères doit faire face à un procès.  Le juge Furman souligne aussi la forte implication des dirigeants de Sotheby's et, en particulier, le rôle du vice-président Samuel Vallette dans cette affaire. Le juge fait appel aux parties pour qu'elles trouvent un accord afin d'éviter le procès.
Le 15 novembre 2023, une ordonnance de non-lieu au bénéfice de Dmitri Rybolovlev a été rendue à Monaco par les juges d’instruction chargés de l’affaire sur l’atteinte au droit au respect de la vie privée et familiale. Cette procédure a été ouverte à la suite de la plainte déposée par Tanya Rappo contre Tetiana Bersheda pour l’enregistement fait lors d’un dîner privé chez Dmitri Rybolovlev en 2015. Dmitri Rybolovlev et l’ancien procureur général de Monaco, Jean-Pierre Dreno, y été visés pour complicité. Quatre mois plus tard, le 12 mars 2024, Tetiana Bersheda, l'avocate de Dmitri Rybolovlev, a été à son tour déclarée innocente par le tribunal correctionnel, rapporte Monaco-Matin. L’affaire judiciaire qui remonte à 2015 a finalement été clôturée.
Le 6 décembre 2023, le Ministère public de Genève a classé la procédure pénale dirigée contre Yves Bouvier, à la suite de l’accord confidentiel conclu par les parties et à retrait de leurs plaintes pénales, dont elles ont informé le procureur le 20 novembre 2023. Comme l’a relevé la justice dans son communiqué, les frais de procédure, arrêtés à 100 000 francs, avaient été mis à la charge d’Yves Bouvier.
Le procès de Dmitri Rybolovlev contre Sotheby’s à New York (États-Unis) a commencé le 8 janvier 2024 et a duré environ trois semaines. Les jurés, parmi lesquels il y avait une auxiliaire, une infirmière et un organiste à l’église, ont estimé qu’il n’avait pas de preuve évidente de participation de Sotheby’s aux manœuvres frauduleuses,. Cependant, l’avocat de Rybolovlev, Daniel Kornstein, a considéré que les trois semaines d’audiences avaient « atteint leur objectif », celui d'un débat public sur « le manque de transparence qui entache le marché de l’art ». Selon lui, « cette opacité a rendu difficile l’établissement de la preuve dans un cas aussi complexe ».
Le 6 juin 2024, Dmitri Rybolovlev et son avocate Tetiana Bersheda ont remporté « une victoire « décisive » contre la Justice monégasque devant la Cour européenne des droits de l'Homme »,. Les sept juges de la CEDH ont estimé – à l’unanimité – que l'extraction massive et l'exploitation des données du téléphone portable de l'avocate de l’homme d’affaire a été disproportionnée et hors de contrôle et avait violé le secret professionnel de l’avocat, ainsi que l’article 8 (respect de la vie privée) de la Convention européenne de sauvegarde des droits de l’Homme,,. Selon la CEDH, lors de la procédure monégasque, « Les autorités judiciaires nationales de contrôle n’ont pas procédé à une redéfinition, conformément aux termes de la saisine, des limites de la mission expertale et du périmètre d’investigation que le juge d’instruction avait étendu de manière trop large. ». Selon les avocats de Rybolovlev, « toute la procédure pénale s’en trouve viciée » car « elle ne reposait que sur l’exploitation illicite du téléphone de Me Bersheda et sur l’interprétation fallacieuse des messages ainsi obtenus ».
Au mois d’octobre 2024, le Ministère public de la Confédération Suisse (MPC) a classé la procédure pénale ouverte en 2017 contre l’homme d’affaires russe Dmitri Rybolovlev à la suite d'une dénonciation d’Yves Bouvier,. Le genevois accusait le russe « d’actes exécutés sans droit pour un État étranger » qui pesait sur lui pour avoir prétendument attiré Yves Bouvier à Monaco afin qu’il y soit appréhendé par la police de la principauté. Selon le MPC, la défense de Rybolovlev a donné « une version plausible mettant en doute la réalisation de l’infraction ». Le Ministère public a également tenu compte de la décision de la Cour européenne des droits de l’homme (CEDH) qui a privé l’accusation de Dmitri Rybolovlev de pièces essentielles, car elle a estimé que les éléments à l’origine de l’ouverture de l’instruction provenaient de l’exploitation illégale de données privées contenues dans le téléphone portable de Tetiana Bersheda.
Le 27 février 2025, la Chambre du conseil de la Cour d'appel de Monaco a annulé l’ensemble de la procédure judiciaire visant Dmitri Rybolovlev et plusieurs hauts fonctionnaires monégasques, mis en cause pour corruption et trafic d’influence. Cette décision fait suite à l'arrêt de la Cour européenne des droits de l’homme (CEDH) du 6 juin 2024, qui a jugé que les éléments essentiels du dossier avaient été obtenus en violation de l’article 8 de la Convention européenne des droits de l’homme, relatif au respect de la vie privée. Selon le communiqué de ses avocats, « il n’existe plus aucune autre procédure pénale ouverte à l’encontre de Dmitri Rybolovlev » et lui ainsi que Tetiana Bersheda sont « totalement et définitivement blanchis »,.

### JournalNovaïa Gazetacontre Rybolovlev
En septembre – octobre 2016 le journal russe d'opposition Novaïa Gazeta publie une série de trois grands articles, hostiles à Rybolovlev: 
- «L’art d’investir dans le pouvoir»[160],
- «Rybolovlev ayant abandonné ses écailles»[161],
- «L’argent sorti du gouffre»[162].

Ces articles parlent de son passé à Perm, de l’assassinat de Evgeny Panteleymonov, de l’effondrement à la mine de Berezniki, de sa vie à Monaco etc.
Entre autres, le journal affirme que Rybolovlev aurait obtenu la libération à Monaco de George Bedjamov, un ressortissant russe détenu depuis mars 2016 à Monaco.
Concernant l’assassinat de Evgeny Panteleymonov, le journal cite l'acte d'accusation officiel qui décrit Rybolovlev comme le commanditaire de l'assassinat, s'étant lui-même procuré illégalement « 2 pistolets [...] de calibre 7,62 mm » qu'il aurait ensuite livré aux tueurs. Le média précise que Rybolovlev est défendu par l'avocat Andrey Pokhmelkin, frère du député Vladimir Pokhmelkin, représentant de la région de Perm à la Douma.
En ce qui concerne l’effondrement à Berezniki, Novaïa Gazeta suggère que le rapport de la commission d'enquête qui blanchit Uralkali aurait été écrit en partie par OAO Galurgia, une structure affiliée à OAO Uralkali, et donc à Rybolovlev.
Cependant, en février 2020 le média suisse Heidi.News révèle que ces articles font partie de la guerre entre Rybolovlev et Bouvier et sont le résultat du travail de Mario Brero, un détective privé, chef d’une société d’investigation Alp Services SA qui travaille pour Bouvier,. Le media affirme que pour obtenir ce résultat, Alp Services a envoyé plusieurs de ses collaborateurs en Russie, a eu recours à des sources russes dûment rémunérées et a accueilli à Genève, pendant plus d’une semaine, Andrey Soukhotin, un des journalistes de Novaïa Gazeta.

### Autres litiges
En avril 2010, Roman Poukalov, directeur de l'organisation écologique russe « la Patrouille verte », constatant au passage l'extrême pollution de la rivière Kama et des petites rivières dans la région de Berezniki, déclare lors d'une conférence de presse qu'après avoir analyse des eaux de la Région de Perm, il apparaissait que les eaux usées d'Uralkali dépassaient de 1850 fois les concentrations maximales admises pour les substances organiques dans les réservoirs de pêche,,. Les dépenses d'Uralkali pour la protection de l'environnement entre 2001 et 2009 auraient été particulièrement basses : en 2001, l'entreprise a versé à cet effet seulement 700 000 dollars, contre près de 40 millions en 2011, après le départ de Rybolovlev.
Rybolovlev a été poursuivi à hauteur de 12 millions de francs suisses par la société américaine à laquelle il a commandé un hammam à 31 millions pour son chalet de Gstaad. L'affaire s'est soldée par un arbitrage privé.
En septembre 2016, la presse russe a relaté que Rybolovlev aurait obtenu la libération à Monaco de George Bedjamov, un ressortissant russe détenu depuis mars 2016 à Monaco,. Bedjamov, président du conseil d'administration de la banque Vneshprombank et de la Fédération de bobsleigh et de skeleton de Russie, avait été arrêté par la police monégasque sur la base d'un mandat d'arrêt international émis par la Russie, qui l'accuse d'être lié au scandale de la faillite de la banque Vneshprombank qui a laissé un trou de 210 milliards de roubles. En juillet 2016, le Prince Albert II refuse l'extradition de Bedjamov en Russie et ordonne sa libération, une décision confirmée par la Cour d'appel de Monaco. Interrogé par la presse française sur ce sujet, Rybolovlev a déclaré : « Je n'ai absolument rien à voir, ni de près ni de loin avec cette situation. Par ailleurs, je fais partie des nombreuses victimes de la faillite de cette banque et j'ai perdu, comme d'autres, de l'argent dans cette affaire.. »,.

## Vie privée
Il a été marié avec Elena Rybolovleva, épousée en troisième année d'études de médecine et avec qui il a eu deux filles, Ekaterina née en 1989 et Anna née en 2001. Le couple s’est séparé en 2008.
La fille aînée de Rybolovlev, Ekaterina, est mariée depuis 2015 avec Juan Sartori, un sénateur de l'Uruguay, qui détient une part minoritaire du FC Sunderland. Ils occupent tous deux des postes à l’AS Monaco, en tant que vice-présidents et membres du conseil d'administration.
Anna, la fille cadette de Rybolovlev, partage la passion de son père pour la voile. En 2021, elle participe avec lui à la course Rolex Fastnet Race, qu’ils remportent en 2 jours, 8 heures, 33 minutes et 55 secondes.

### Divorce
En décembre 2008, Elena Rybolovleva demande le divorce, en réclamant 6 milliards de dollars à son mari, ce qui déclencherait l'une des affaires de divorce les plus coûteuses de l'histoire, jusqu'à celle de Jeff Bezos.
D'après L'Express, « Rybolovlev avait demandé à son épouse de signer [en 2005] un document la privant d'une partie de ses droits. Au même moment, Dmitry Rybolovlev avait constitué les deux trusts chypriotes [Aries et Virgo] sans l'en informer », ce dont il se défend (cf. supra). Il en est le seul bénéficiaire avec ses deux filles. En 2008, Elena a bloqué les actifs de son mari au Royaume-Uni, aux États-Unis, à Singapour, dans les Îles Vierges britanniques et à Chypre. En 2010, Rybolovlev a réussi à retirer ces restrictions temporaires. Rybolovlev déclare dans le journal L'Équipe, le 3 juin 2013 : « J’ai tout fait pour assurer le futur de nos deux filles et je ne fais que défendre leurs intérêts. J’ai toute confiance en la justice. Mais je ne serais pas surpris si quelques fausses informations apparaissaient dans la presse. Aucun chantage n’est acceptable pour moi ».
D'après Ouest-France, il s'agit pour Rybolovlev de protéger sa fortune à cause de la loi suisse qui, dans le cadre de l'instance de divorce, en accorde la moitié à sa femme : elle est désormais hors de portée de celle-ci. Selon Rybolovlev, ces trusts sont « des structures financières qui ont été créées bien avant le divorce pour assurer l’avenir de nos enfants. Il s’agit d’une planification successorale ». Les tribunaux suisses ont toutefois retenu que la fille aînée du couple, Ekaterina Rybolovleva, a prêté sa signature pour certains des achats  immobiliers de son père dans le but de sortir ces biens de la procédure de divorce,. Toutefois, ce jugement a confirmé la validité des fiducies créés par M. Rybolovlev et la validité de la cession d'actifs à ses filles qui s'est produite bien avant que son épouse n'engage une procédure de divorce. En conséquence, la décision suggère que le transfert de la propriété aux héritières à travers les structures de fiducie, notamment pour les enfants du couple, est donc à l'abri de contestation judiciaire et assurée.
En 2013, Dmitri Rybolovlev, a admis, dans le cadre d'une audition ordonnée par un tribunal de Floride, avoir apporté les fonds pour
l'acquisition de La Maison de l'Amitié" à Palm
Beach et avoir payé les frais d'entretien et les impôts, alors que cette propriété est supposée appartenir à un trust en faveur de ses filles.
En 2011, Rybolovlev s’installe à Monaco, où résident ses parents et s’intègre à la société grâce à Willy De Bruyn, homme d’affaires belge et administrateur de la Société des bains de mer,. Il indique au sujet de ce déménagement : « J’ai toujours voulu m’y installer, mais ma femme n’était pas d’accord. Quand elle a demandé le divorce, j’ai enfin pu réaliser ce rêve. J’aime le climat, la qualité de vie, mais aussi les infrastructures et la position géographique, pratique pour moi qui voyage beaucoup ». D'après son ex-femme, l'autre explication de déménagement de Rybolovlev à Monaco était leur divorce et son refus de s'intégrer en Suisse.
En 2012, Ekaterina a racheté une hypothèque de 56 millions d’euros sur un complexe hôtelier à Gstaad mais craignant que la manœuvre ne conduise à l’exclusion de cette propriété du processus de divorce, Elena et ses avocats ont annulé l’opération. Les tribunaux suisses ont retenu que Dmitri Rybolovlev avait créé une situation de dettes, avec l’aide de sa fille, pour pouvoir lui transférer l’immeuble dans le cadre d’une procédure d’exécution forcée,.
Le 25 février 2014, Elena Rybolovleva est arrêtée par la police chypriote à Larnaca (Chypre) dès sa descente d'avion, alors qu'elle venait de Suisse sur demande de Dmitri Rybolovlev pour conclure un accord sur leur séparation,. Cette interpellation fait suite à un ordre d'arrestation signé en urgence un dimanche après-midi par le procureur adjoint Erotokritou à la demande de Dmitri Rybolovlev, au motif que Mme Rybolovleva lui aurait volé une bague d'une valeur de 25 millions d'euros qu'il lui avait en réalité offerte. Dépêché sur place, son avocat Marc Bonnant obtient sa libération dès le lendemain en apportant la preuve écrite que cette bague appartenait bien à Elena Rybolovleva, qui encourait 12 ans de prison.
En mai 2014, le tribunal chargé de la gestion de son divorce statue en faveur de son ancienne femme qui obtient 3,295 milliards d'euros, ce qui en fait l'un des divorces les plus coûteux du monde. Le tribunal a jugé que les actifs que Dmitri Rybolovlev avait placé dans des trusts chypriotes faisaient partie des biens du couple à partager pour moitié, en conformité avec la loi suisse. Dmitri Rybolovlev avait refusé, une année avant ce jugement, de faire un accord pour quelques centaines de millions d'euros. Dmitri Rybolovlev a fait appel de ce jugement,.
En juin 2014, Dmitri Rybolovlev est opéré d’une tumeur à Saint-Domingue.
En octobre 2014 l’avocate de Dmitri Rybolovlev aurait transmis à Yves Bouvier une liste comprenant les magistrats responsables du divorce des époux Rybolovlev à corrompre,. Peu après avoir refusé de se plier à cette injonction, Yves Bouvier sera arrêté à Monaco. En septembre 2015 Yves Bouvier dénonce des agissements supposés de Dmitri Rybolovlev et de son avocate devant un procureur à Genève. Une instruction pénale a été engagée contre Rybolovlev et son avocat. Le 18 août 2018, il a été annoncé que l’enquête au terme de trois ans sur la corruption des juges initiée contre Dmitri Rybolovlev et Tetiana Bersheda avait été clôturée.
Selon un jugement de divorce en appel rendu par la Cour de justice de Genève en juin 2015, Rybolovlev devra verser beaucoup moins que prévu à son ex-épouse Elena. Au lieu des 4 milliards de francs suisses initialement réclamés, soit la moitié de sa fortune, l'oligarque russe lui donnera maintenant seulement 564 millions.
En octobre 2015, les Rybolovlev publient un communiqué conjoint pour annoncer qu’ils « ont trouvé un accord à l’amiable sur les termes de leur divorce ». Les deux parties précisent qu’ils « mettent ainsi un terme à toutes les procédures judiciaires entamées dans diverses juridictions ». Le communiqué n'indique pas le montant convenu entre les ex-conjoints dans le cadre de cet accord à l’amiable.

## Fortune et propriétés
En 2023, Dmitri Rybolovlev est classé 397e personne la plus riche du monde (classement Forbes), avec une fortune estimée à 6,4 milliards de dollars. Début 2024, selon Bloomberg Billionaires Index, Rybolovlev est classé 179e personne la plus riche du monde avec une fortune estimée à 11,7 milliards de dollars.
Il possède un Airbus A319 (55 millions d'euros), ainsi que le yacht « Anna » (du nom de sa fille cadette) construit en 2018 par Feadship. Le bateau est de 110 mètres de longueur et sa valeur est estimée à 250 millions de dollars,. Il était également propriétaire d’un autre yacht appelé « Anna », qu’il a vendu en 2021 (ce bateau s’appelle actuellement « Firebird »).
Depuis 2019, Rybolovlev participe aux courses à la voile. En octobre 2019, Dmitri Rybolovlev participe au Nations Trophy 2019, une compétition nautique internationale qui s’est déroulée dans la baie de Palma. L’équipe qu’il mène, les Skorpios, dont le skipper est le champion olympique Fernando Echavarri, remporte la compétition dans la catégorie ClubSwan 50. En 2020, Dmitri Rybolovlev remporte des médailles de bronze lors des championnats du monde en 2020 à Scarlino. Son équipe est la seule à avoir été deux années de suite sur podium du mondial de ClubSwan 50.
En juillet 2021, il dévoile son nouveau bateau appelé également Skorpios : un yacht à voile de course ClubSwan 125 des chantiers finlandais Nautor's Swan. ClubSwan 125 Skorpios est le plus grand voilier de compétition au monde qui mesure 42.62 mètres de longueur. Avec Rybolovlev à la barre, Skorpios gagne sa première course, la prestigieuse Rolex Fastnet Race en aout 2021,. En février 2022, il remporte la RORC Caribbean 600, une régate réputée dans les Caraïbes.

### États-Unis
En 2008, il achète la villa « La Maison de l'Amitié » appartenant au célèbre milliardaire Donald Trump pour 95 millions de dollars. Elle est située à Palm Beach, en Floride. Il rase la villa en 2016 et divise la propriété en trois lots distincts qu’il a ensuite vendus en 2016, 2017 et 2019 pour un total de 108,6 millions de dollars.
En 2009, sa fille Ekaterina Rybolovleva achète une villa de 20 millions de dollars à Hawaï, appartenant précédemment à l’acteur et chanteur américain Will Smith.
En 2011, Ekaterina achète un appartement de luxe de 88 millions de dollars, soit l’appartement le plus cher à l’époque jamais vendu à Manhattan (NY). L'appartement était jusqu'alors la propriété de Sandy Weill, l'ancien président de Citigroup.

### Europe
Dmitri Rybolovlev achète en 2010 le penthouse monégasque de 2 000 m2 « La Belle Époque » en versant la somme de 235 millions d'euros, via le trust chypriote Domus. C'est sa résidence principale actuelle, il y vit avec ses parents retraités et sa fille Ekaterina. Anciennement, elle appartenait au banquier Edmond Safra.
En avril 2013, le trust Aries permet à Ekaterina Rybolovleva de racheter certaines sociétés appartenant à Athina Onassis. Parmi les propriétés incluses dans la transaction se trouvent les îles de Skorpios et Sparti, pour un coût de 117 millions d'euros. Ekaterina Ryboblovleva a déclaré que ces îles ont à la fois un intérêt personnel et un potentiel financier. Elle espère en améliorer l'attrait à long terme en utilisant, entre autres, des technologies respectueuses de l'environnement. En 2019, un projet de reconstruction de l’île et la création d’un complexe hôtelier de luxe y a été annoncé. Le projet de valeur de 165 millions d’euros comprend la construction d’un hôtel de luxe, des villas, d’une ferme et un vignoble, un amphithéâtre, des écuries pour 30 chevaux, des courts de tennis, des restaurants, un héliport et une extension du port pour accueillir de grands yachts.
Rybolovlev possède deux chalets de grand luxe en Suisse, à Gstaad, un appartement situé dans l'Hôtel Moscou dans la capitale russe et un hôtel particulier rue de l'Élysée, à Paris, avec vue sur le palais présidentiel, sous couvert de la SCI Ankatel, ce dernier ayant été revendu par la suite pour 21,5 millions d’euros à milliardaire tchèque Daniel Křetínský,.
Il était également propriétaire du centre commercial Voentorg à Moscou. Selon les médias russes, Rybolovlev l'a vendu en 2017 au groupe Fosun Group (Chine) et Аvica Management Company. Le montant de la transaction n'a pas été divulgué, mais, selon les experts, il pourrait atteindre 10 à 11 milliards de roubles.

## Prix et distinctions
En 2010, le patriarche Cyrille de Moscou accorde à Rybolovlev le premier degré de l'ordre de Saint Séraphin de Sarov pour avoir financé la restauration de la cathédrale de la Nativité de la Très Sainte Mère de Dieu au monastère de la Conception de Moscou.

## Actions d'intérêt public
Lorsqu'il vivait en Russie, Rybolovlev a affecté une partie de sa fortune à des projets publics:
- restauration de l'iconostase de la cathédrale de l'Exaltation-de-la-Croix, recréée au monastère Saint-Nicolas de Belogorsk (2005);

- reconstruction du Palais d'Oranienbaum à Saint-Pétersbourg (2006);
- restauration de la cathédrale de la Nativité-de-la-Vierge (2010)[235],[236].

À Chypre, il fait rénover la cathédrale orthodoxe de Limassol (pour 17,5 millions d’euros) ainsi que d’autres édifices religieux de l’île.
En 2022, il annonce faire, ainsi que l’AS Monaco, Cercle Bruges KSV et plusieurs sociétés dans lesquelles le trust familial est investi, des dons à destination de la Croix-Rouge pour aider « les populations civiles qui souffrent du conflit armé en Ukraine ». Ce fait a été noté par le prince Albert II dans son interview au journal Le Figaro : « Dmitri Rybolovlev a participé, au début de la guerre, à l’aide humanitaire apportée aux Ukrainiens ! J’ai de bons rapports avec lui ».
Rybolovlev finance entièrement la rénovation du service des urgences du Centre hospitalier Princesse-Grace à Monaco. Les travaux ont duré 10 mois et ont coûté 1,8 million d'euros. Le nouveau plateau d’urgences est inauguré par le prince Albert II en avril 2023.